# Gustav Wagnsson
Gustav Wagnsson, född 16 april 1857 i Ölme, död 13 juni 1929, har karakteriserats som "en av banbrytarna och under flera årtionden en av de ledande inom Metodistkyrkan i Sverige". 
Wagnsson anslöt sig vid 18 års ålder till metodist-espikopalkyrkan och genomgick metodistkyrkans teologiska skola och anställdes som pastor i Hällestad och Lotorp 1878. 1883-1886 missionerade han i Finland och återvände sedan till Sverige och en rad allt högre poster.
Gustav Wagnsson var dock inte endast pastor, sin övriga tid disponerade som, missionskassör under 26 år, ordförande i skolstyrelsen samt sekreterare i Epworthförbundets styrelse. Han var medlem av K.F.U.M:s förbundsstyrelse, varpå han deltog i världskonferenserna i Amsterdam 1891, London 1894, Basel 1898, Paris 1905 samt Edinburg 1915. Han arbetade även hårt med att driva nykterhetsfrågan inom sitt sociala arbete.